# Стефані Морган
Стефані Морган (англ. Stefani Morgan, нар. 31 жовтня 1985) — американська модель та колишня порноакторка.

## Біографія
Після закінчення школи в 16 років пішла в модельний бізнес. Одного разу зустріла в нічному клубі Джо Френсіса, який запропонував познайомити її з головою порностудії Vivid Entertainment Стівеном Хіршем. Хірш підписав з нею контракт і Морган спочатку працювала як модель на прийомах. Морган також відвідувала університет, який згодом полишила.
У 2005 році вперше знялася в порнофільмі з Санні Леоне і Мануелем Феррара. До травня 2006 року знялася в 6 порнофільмах. Пізніше пішла з порноіндустрії, заявивши в інтерв'ю Hustler, що як модель заробляє більше.
У листопаді 2009 Морган почала вести колонку для вебсайту InsideSTL.com, замінивши Кайден Кросс.

## Премії і номінації
| Рік  | Премія    | Результат | Категорія | Фільм                      |
| ---- | --------- | --------- | --- | -------------------------- |
| 2007 | AVN Award | Номінація | Краща нова старлетка | Н/Д                        |
| 2007 | AVN Award | Номінація | Краща актриса другого плану — відео | Illicit                    |
| 2008 | AVN Award | Номінація | Краща актриса — фільм | Debbie Does Dallas Again … |
| 2008 | AVN Award | Номінація | Краща парна сцена сексу — фільм (з Дерріком Пірсом) | Debbie Does Dallas Again … |
| 2008 | AVN Award | Перемога  | Краща сцена групового сексу — фільм (з Саваною Семсон, Монік Александер, Еваном Стоуном, Крістіаном і Джеєм Хантінгтоном)                                                                | Debbie Does Dallas Again … |
| 2008 | AVN Award | Номінація | Краща сцена групового сексу — фільм (із Сандрою Ромейн, Роксі Раш і Джері) | Sex & Violins              |
| 2008 | AVN Award | Перемога  | Краща сцена групового лесбійського сексу — фільм (з Фейт Леон і Монік Александер) | Sex & Violins              |
| 2009 | AVN Award | Номінація | Краща сцена триолизма тільки дівчата (з Терой Патрік і Келлі Марі) | Tera Goes Gonzo            |
| 2009 | AVN Award | Номінація | Краща сцена групового лесбійського сексу (разом з Монік Александер, Ленні Барбі, Лейсі Лав, Ліндсі Лав, Лексі Марі, Мэрседез, Бріана Бенкс, Терою Патрік, Тоні Робертс і Саваною Семсон) | Where the Boys aren't 19   |